# In case of emergency

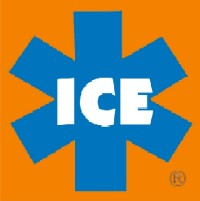
Logo van ICE

ICE (afkorting voor In Case of Emergency) is een in 2005 gestart initiatief om bezitters van een mobiele telefoon ertoe te bewegen onder de naam ICE al die telefoonnummers (en adressen) in het telefoonboek van hun telefoontoestel op te slaan die hulpverleners direct kunnen bellen wanneer de eigenaar bij een ongeluk betrokken raakt. Daarmee kan worden voorkomen dat hulpverleners kostbare tijd verliezen met het identificeren van slachtoffers, met het zoeken naar degene(n) met wie contact moet worden opgenomen als iemand ernstig gewond is en er niet met het slachtoffer gecommuniceerd kan worden, of met het inwinnen van essentiële medische informatie. Als iemand wil dat er met meerdere personen contact wordt opgenomen, kan hij meerdere ICE-nummers in het toestel zetten. Daarvoor kunnen codes als ICE1, ICE2, ICE3 gebruikt worden.

## Geschiedenis
Het concept werd in 2004 bedacht door de Britse ambulanceverpleegkundige Bob Brotchie, en in 2005 werd zijn idee ingevoerd en wereldwijd bekend. In Nederland werd zijn initiatief gesteund door het toenmalige Korps Landelijke Politiediensten (KLPD).
In Vlaanderen dringt het Vlaams parlement er sinds januari 2007 op aan bij de Vlaamse regering om initiatieven te nemen betreffende het bevorderen van het veralgemeend gebruik van een ICE-nummer. Op 8 januari 2009 antwoordde minister Heeren dat een grootscheepse campagne – in de luttele maanden die de legislatuur toen nog restte – niet meer te organiseren was bij gebrek aan middelen en voorbereidingstijd.

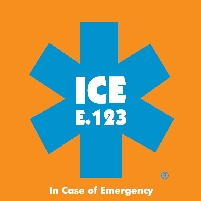
Logo van ITU-T Recommendation E.123

In mei 2011 werd bekend dat de Nederlandse hulpdiensten niet of nauwelijks gebruikmaakten van ICE-nummers.

### Wereldwijde standaard
Omdat niet iedereen op de wereld in staat is Romeinse letters te lezen, werd in mei 2008 door de ITU een wereldwijde standaard aangenomen. Deze standaard, een aanvulling op ITU-T Recommendation E.123, beveelt het gebruik van Arabische cijfers aan voor het opnemen van belangrijke telefoonnummers (en adressen) in het telefoonboek van het telefoontoestel. Het aanbevolen formaat is 0nxxx, waarbij n een getal tussen 1 en 9 is en xxxx een nadere beschrijving is in elke willekeurige taal of schrift (bijvoorbeeld: "Annie" of "Echtgenote"). Mogelijke contacten in het telefoonboek zouden dus kunnen zijn 01Moeder, 02Linda, 03Kees etc.